# 크롬하츠
크롬하츠(영어: Chrome Hearts)는 미국의 고급 장신구, 의류 브랜드이다. 1988년 미국 서부의 말리부에서 세명의 미국인(리차드스타크,존바우만,레나드캄호트)에 의해 설립되었다.

## 부티크

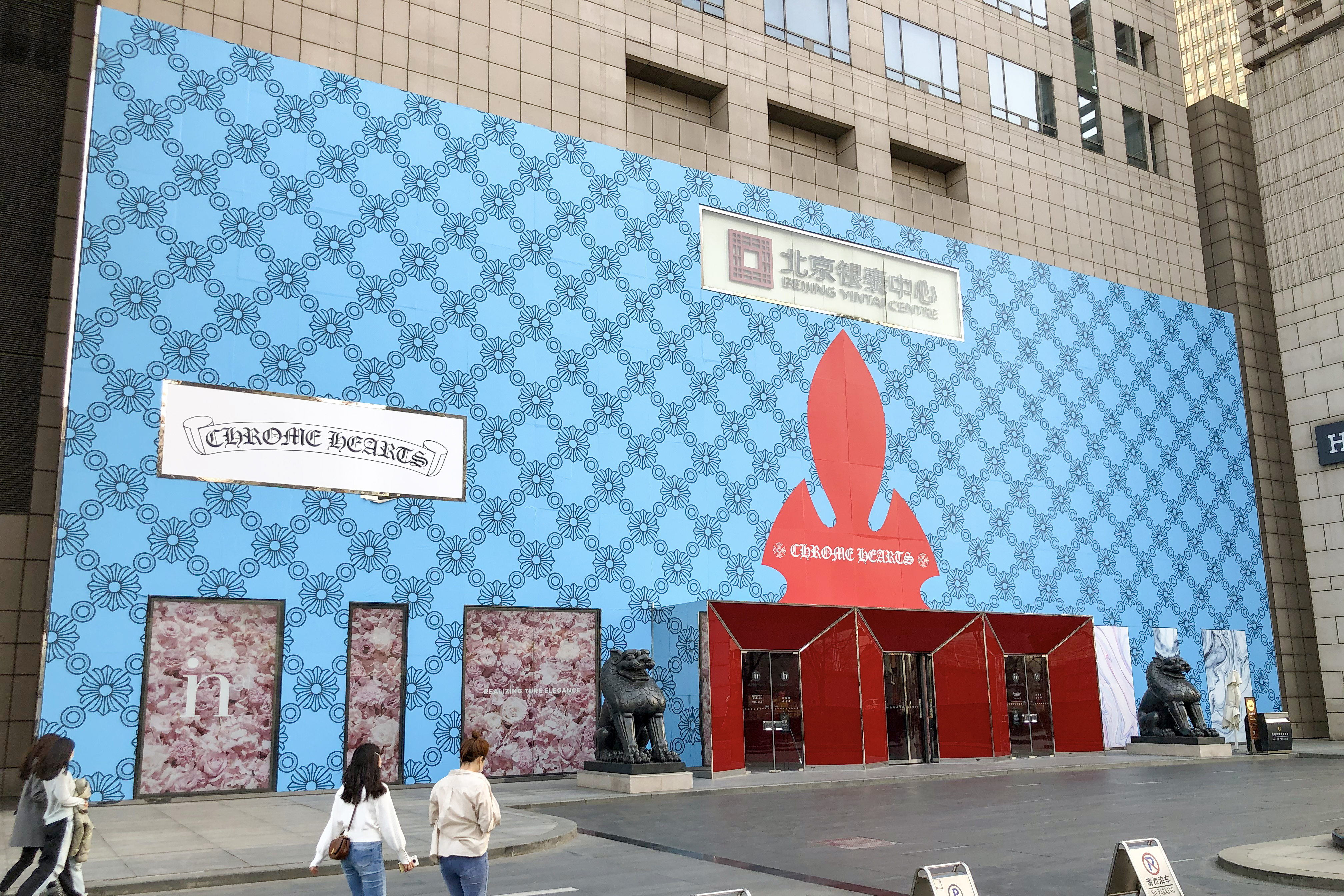
베이징 인타이 센터의 크롬하츠 부티크

현재 다음 위치에 Chrome Hearts 소매점이 있다.

미국: 뉴욕시, 로스앤젤레스, 말리부, 라스베가스, 호놀룰루, 마이애미, 아스펜
아시아: 도쿄, 오사카, 나고야, 후쿠오카, 고베, 홍콩, 타이베이, 서울, 부산, 베이징, 항저우, 청두시
유럽: 파리, 칸, 런던, 맨체스터
카리브해: 생바르텔레미